# Hoplandothrips bidens
Hoplandothrips bidens är en insektsart som först beskrevs av Bagnall 1910.  Hoplandothrips bidens ingår i släktet Hoplandothrips och familjen rörtripsar. Inga underarter finns listade i Catalogue of Life.